# Epumer (cacique)
Epugner o Epumer (Leuvucó, 1814 - Bragado, 13 de junio de 1884) fue el último gran cacique del ulmanato ranquel, es decir del protoestado formado por el pueblo ranquel en el centro de la Argentina. Era el cuarto hijo varón oficial del gran cacique Painé Guor, hermano menor de Calvaín y Mariano Rosas, que comandaron a los ranqueles antes que él. Comandó las fuerzas ranqueles durante el período de decadencia de esa nación indígena, cuando las mejoras en el armamento de las fuerzas armadas «blancas» les dieron una superioridad absoluta en prácticamente cualquier combate.

## El nuevo cacique general
Su nombre, en su forma Epugner, significa dos zorros; cuando enviaba mensajes escritos, él firmaba como Epumer Rosas. Cuando estuvo preso en la isla Martín García recibió el sacramento del bautismo, y para ello le requirieron sus datos de nacimiento. Epumer respondió que había nacido en Leuvucó, máximo refugio de los ranqueles y de su familia en particular, en el año 1814.
Mariano Rosas, cacique general de los ranqueles, murió de viruela en sus tolderías de Leuvucó, el 18 de agosto de 1877. Inmediatamente, los caciques y capitanejos presentes aclamaron jefe supremo a Epumer, quien presidió las exequias del cacique fallecido, con una ceremonia tan espectacular que mereció una nota detallada en el diario La América del Sur de Buenos Aires. Su siguiente acto fue iniciar las conversaciones para que los tres tratados de paz firmados por su hermano con las autoridades argentinas continuaran en vigencia.
El coronel Lucio V. Mansilla lo conoció en su famosa expedición diplomática a Leuvucó, y menciona que era un guerrero temible y muy eficaz, pero que era especialmente temido en la paz, porque solía emborracharse y ponerse especialmente agresivo. Cuenta el coronel Mansilla que era casi con seguridad mestizo o descendiente en algún grado de alguna mujer blanca, a juzgar por su aspecto, y que tenía una única esposa –excepción notable entre los indígenas con alguna autoridad. No obstante, en 1879 declaraba tener dos, una de ellas ranquelina y la otra una cautiva blanca.

## Los años de guerra
Los ranqueles habían tenido muchos problemas por haber refugiado en sus toldos al coronel unitario Manuel Baigorria, que llegó a ser considerado un cacique menor –aunque llegó a reunir 700 hombres de lanza– y que atacó repetidamente las provincias de la Confederación, buscando atacar a los federales, más que defender los intereses de los ranqueles. Al parecer, de la dinastía de los Guor, Epumer era el único que era amigo personal de Baigorria. No obstante, lo engañó en la víspera de la batalla de Cepeda y abandonó el ejército de Justo José de Urquiza.
Mientras Mariano Rosas comandaba sus hombres en las tratativas de paz, Epumer era quien participaba en acciones de guerra. Por ejemplo, se unió a la revolución de los Colorados, y sirvió a órdenes de Juan Saá en la derrota de San Ignacio. Conocía a Saá desde la década de los años 40, cuando estuvo refugiado entre los ranqueles, e incluso había tenido un duelo personal con él.
Epumer había lanzado algunos malones, especialmente en 1868 y 1870. En 1872, el general Vedia marchó con su ejército hacia Leuvucó, y llegó bastante cerca, pero fue obligado a regresar por una serie de emboscadas que le tendieron los guerreros de Epumer. Formó parte del inmenso malón de Calfucurá de 1872 y combatió en la batalla de San Carlos como jefe de la reserva. La derrota lo obligó a ser más prudente, y desde entonces se plegó a la política pacifista de su hermano.
A la muerte de Mariano Rosas, en agosto de 1877, asumió el mando de toda la «nación» ranquel. El único cacique que se negó a obedecerlo y continuó atacando a los blancos fue Pincén, que residía en Toay, y que no era de ascendencia ranquel, aunque la mayoría de sus guerreros sí lo era.

## Tratado de paz y prisión
En julio de 1878 hizo firmar por su hermano Huechugner un tratado de paz con el gobierno de la República Argentina, que también fue firmado por un representante de Baigorrita y uno por el presidente Nicolás Avellaneda, que fue el coronel Manuel Olascoaga. Pero el nuevo ministro de Guerra, Julio Argentino Roca, no estaba dispuesto a respetar el tratado: cuando Epumer le hizo informar que solicitaba terrenos de caza –los mejores le habían sido arrebatados en un adelantamiento de las fronteras argentinas– el ministro le respondió que debía aceptar ir a vivir a donde le dijeran o sería exterminado. Del tratado de paz, ni noticias.
En octubre de 1878, cien indios de Epumer se presentaron en Villa Mercedes al mando de un cacique menor llamado Llancamil, a pedir las raciones que acostumbraba a entregarles el Ejército; el comandante Rudecindo Roca, hermano del ministro, les intimó rendición. Cuando intentaron defenderse, fueron sometidos a un tiroteo masivo, por el que murieron la mitad de los indígenas y sólo cinco lograron escapar a la matanza o a la prisión. El propio Llancamil fue tomado prisionero y sólo recuperó la libertad cuatro años más tarde. La paz estaba rota, y quien la había roto era el Ejército Argentino. También muchos de los hombres de Baigorrita fueron muertos o secuestrados en plena paz, y algunos fueron masacrados después de rendidos. A continuación lanzaron un ataque masivo sobre las tolderías ranqueles: Roca informó a su hermano haber capturado doscientos cincuenta prisioneros y Eduardo Racedo informó de trescientos setenta. La invasión definitiva había comenzado. Ocuparon Leuvucó y Poitahué, y ni siquiera respetaron a los muertos: la tumba de Mariano Rosas fue saqueada y su calavera enviada como trofeo a Buenos Aires. Un contraataque de Epumer fue rechazado, pero demostró a Roca que su enemigo no estaba aún vencido, por lo que regresó a Villa Mercedes.
En diciembre, nuevamente partió Racedo hacia Leuvucó, donde el día 18 encontró a Epumer y unos pocos indígenas más recogiendo la cebada que necesitaba para sus caballos; un oficial se adelantó y le explicó calmadamente que no tenía ya más dónde ir. Epumer se entregó y fue conducido a presencia del general Racedo, a quien le dijo que todavía confiaba en la buena fe de los cristianos. No debería haber confiado: Racedo –que trataba a Epumer de «bandido»– ignoró todos los tratados de paz y envió al gran cacique a la prisión de la isla Martín García, donde un muy alto porcentaje de los prisioneros murió de hambre o de enfermedades que nadie se preocupó por curar. Epumer estuvo más de un año engrillado, antes de ser puesto en una libertad relativa.
En 1883, el senador Antonino Cambaceres pidió que le entregaran a Epumer, a quien empleó como peón de campo. Nada más se supo de él, y –teniendo en cuenta que tendría alrededor de setenta años– es posible que haya fallecido en la estancia de Cambaceres, en Bragado.

## Los últimos ranqueles
Las campañas que terminaron en la prisión de Epumer fueron una tarea de destrucción previa a la Conquista del Desierto, la gran expedición del otoño de 1879. Durante la misma, unos mil doscientos ranqueles, entre guerreros y "chusma" fueron tomados prisioneros. Las familias indígenas fueron separadas, los hijos separados de las madres, y la mayoría de ellos fueron sometidos a un régimen de casi esclavitud.
Los últimos cien ranqueles libres huyeron a órdenes de uno de los hermanos menores de Epumer, Guayquigner, que los llevó hasta el río Colorado, y de allí a la cuenca alta del río Agrio. A partir de ese momento, nada más se sabe de ellos.